# Töttös
Töttös (németül: Tiedisch, horvátul: Titoš) község Baranya vármegyében, a Bólyi járásban, Mohácstól délnyugatra, Bóly és Bezedek között.

## Története
Az oklevelek 1289-ben említették először, Tuteus néven, majd 1302-ben Thutheus, 1321-ben Thuteus, 1328-ban Theuteus, 1339-ben Teuteusként említik. Töttös település a szársomlói uradalom tartozéka volt.
1289-ben Ormándi János fia Miklós birtoka volt, aki fiúutód híján vejét, Deniper fia Istvánt adoptálta, s ráhagyta Töttöst. 1321-ben Zombor fia Dénes itteni birtoka felét zálogba adta 14 báni dénár M-ért (1 M=6 pesa)[Pérai] Morouth fia Mátyásnak, s mivel nem váltotta vissza, 1321-ben Mátyásé lett. 1324-ben Dénes töttösi és esztyéni birtoka bírság fejében az országbíróra szállt, akitől Citói Beke fia István mester váltotta vissza 60 M-ért. 
1228-ban Beke fia István töttösi szerzett birtokrészeit cserébe adta Ormándi Deniper fia Istvánnak és fiainak.

## Közélete

### Polgármesterei
- 1990–1994: Wéber József (független)[4]
- 1994–1998: Wéber József (független)[5]
- 1998–2002: Wéber József (Kulturális Egyesület)[6]
- 2003–2004: Bayer József (Magyar-Német Kulturális /Barátsági/ Egyesület Töttös)[7]
- 2004–2006: Dr. Weiszbart József (független)[8]
- 2006–2007: Dr. Weiszbart József (független)[9]
- 2007–2010: Engert Ferenc (független)[10]
- 2010–2014: Engert János (független)[11]
- 2014–2019: Engert János (független)[12]
- 2019–2024: Engert János (független)[13]
- 2024– : Mécs Péter (független)[1]

Az 1998. október 18-án megtartott polgármester-választás érdekessége volt a településen, hogy a hat jelölt közül három is egyazon jelölő szervezet (egy helyi egyesület) színeiben indult egymás ellen. Megismétlődött ez a különös helyzet négy évvel később is: 2002. október 20-án csak két jelölt indult a polgármesteri székért, de mindkettejüket a helyi Magyar-Német Egyesület jelölte. Ehhez hasonló esetre kevés másik példa ismert a hazai választástörténetben (ilyen duplázásra pedig egy sem); 1994-ben az egész országban négy településen (Máriakálnokon, Sárszentmihályon, Szaván és Úriban) jegyeztek fel ilyesfajta kettős jelölést.
2002-ben ráadásul nemcsak a kettős jelölés miatt válhatott emlékezetessé a polgármester-választás, de amiatt is, hogy a szavazás napjának estéjén nem lehetett eredményt hirdetni, szavazategyenlőség miatt. Aznap a névjegyzékben szereplő 481 helyi választópolgár közül 308 fő ment szavazni, nyolcan érvénytelen szavazatot adtak le, a kereken 300 érvényes szavazat pedig pont fele-fele arányban oszlott meg a két aspiráns, Bayer József és dr. Weiszbart József között. Az emiatt szükségessé vált időközi választást 2003. április 27-én tartották meg; ezúttal is azonos civil szervezet támogatását bírta mindkét jelölt, de a jóval magasabb részvételi arány, kis különbséggel ugyan, de Bayer Józsefnek kedvezett jobban.
A helyi közélet megosztottsága bizonyára nem múlt el az eredményes polgármester-választás után, mert a képviselő-testület mintegy egy évi működés után feloszlatta magát, így 2004. augusztus 1-jén újabb időközi polgármester-választást (és képviselő-testületi választást) kellett tartani Töttösön. A választáson az addigi faluvezető, Bayer József is elindult (ekkor is a helyi kulturális egyesület jelöltjeként, amely szervezet ezúttal is egyszerre két ellenjelöltet támogatott), de dr. Weiszbart József (immár függetlenként) egymaga is közel 64 %-os eredményt ért el.
A következő önkormányzati ciklus első negyede után nem sokkal, 2007. december 16-án újból időközi polgármester-választást kellett tartani Töttösön, aminek oka ezúttal az előző polgármester lemondása volt.

## Népesség
A település népességének változása:
| Lakosok száma | 590  | 591  | 570  | 532  | 540  | 530  | 535  | 538  |
|               | 2013 | 2014 | 2015 | 2019 | 2021 | 2022 | 2023 | 2024 |

2001-ben a lakosságának 6,4%-a vallotta magát német nemzetiségűnek. A 2011-es népszámlálás során a lakosok 85%-a magyarnak, 0,2% bolgárnak, 0,7% cigánynak, 0,8% horvátnak, 14,6% németnek, 0,2% szerbnek mondta magát (12,1% nem nyilatkozott; a kettős identitások miatt a végösszeg nagyobb lehet 100%-nál). A vallási megoszlás a következő volt: római katolikus 76,7%, református 3,5%, evangélikus 0,8%, görögkatolikus 0,2%, felekezeten kívüli 1,5% (16,1% nem nyilatkozott).
2022-ben a lakosság 87,2%-a vallotta magát magyarnak, 19,1% németnek, 1,1% cigánynak, 0,4% szerbnek, 0,2% ukránnak, 0,2% horvátnak, 2,1% egyéb, nem hazai nemzetiségűnek (8,7% nem nyilatkozott; a kettős identitások miatt a végösszeg nagyobb lehet 100%-nál). Vallásuk szerint 52,8% volt római katolikus, 1,7% református, 0,2% evangélikus, 0,6% egyéb keresztény, 1,5% egyéb katolikus, 7,4% felekezeten kívüli (35,8% nem válaszolt).